# Giovanni Oradini
Giovanni Oradini (* 14. September 1997 in Rovereto) ist ein italienischer Tennisspieler.

## Karriere
Zwischen 2013 und 2015 spielte Oradini auf der ITF Junior Tour. Dort gewann er im Doppel einen Titel der Kategorie Grade 2. In der Junioren-Rangliste erreichte er mit Platz 171 seine höchste Notierung. 
Nach Ende seiner Juniorenzeit begann Oradini 2016 ein Studium an der Mississippi State University im Fach Business, wo er auch College Tennis spielte. 2020 schloss er das Studium ab, in dem er zweimal im Einzel und einmal im Doppel zum All-American gewählt wurde. Während dieser Zeit sammelte er auf der ITF Future Tour bereits erste Punkte für die Weltrangliste. Erst 2022 hatte er dort jedoch nachhaltigen Erfolg, als er im Einzel vier Future-Finals erreichte, wovon er zwei gewann. Im Doppel siegte er 2021 und 2022 auch je einmal bei einem Turnier, sodass er sich in beiden Ranglisten deutlich steigerte. Im Einzel schloss er das Jahr auf Platz 357 und im Doppel auf Platz 621 ab.
Im Jahr 2023 nutzte Oradini sein verbessertes Ranking um häufiger Turniere der ATP Challenger Tour zu spielen. Er gewann zunächst je einen Future in Einzel und Doppel, die weiteren Erfolge des Jahres erzielte er aber bei Challengers. Im Einzel besiegte er mehrmals über ihm platzierte Spieler, darunter zweimal Ernesto Escobedo, verlor aber stets anschließend in der zweiten Runde. Von seinem Karrierehoch Platz 352 rutschte er deshalb wieder rund 50 Plätze ab. Im Doppel, auf das er weniger Fokus legte, überraschte Oradini mit seinem Landsmann Lorenzo Rottoli die Konkurrenz von Genua, wo sie zusammen den Titel gewannen. In der ersten Runde gewannen sie gegen die Top-100-Spieler Evan King und Reese Stalder. Damit zog er auch im Doppel in die Top 400 ein.

## Erfolge
| Legende (Anzahl der Siege) |
| Grand Slam                 |
| ATP Finals                 |
| ATP Tour Masters 1000      |
| ATP Tour 500               |
| ATP Tour 250               |
| ATP Challenger Tour (1)    |

### Doppel

#### Turniersiege
| Nr. | Datum             | Turnier | Belag | Partner         | Finalgegner                | Ergebnis |
| --- | ----------------- | ------- | ----- | --------------- | -------------------------- | -------- |
| 1.  | 9. September 2023 | Genua   | Sand  | Lorenzo Rottoli | Ivan Sabanov Matej Sabanov | 6:4, 6:3 |